# Тетраедричний механізм
Тетраедричний механізм (рос. тетраэдрический механизм, англ. tetrahedral mechanism) — механізм нуклеофільного заміщення при аліфатичному тригональному атомі C, зокрема коли він зв'язаний подвійним зв'язком з атомами O, S, або N й реакція має другий кінетичний порядок. У цьому випадку тригональний атом C спочатку атакується реагентом Y, що приводить до утворення тетраедричного інтермедіату, який містить одночасно X та Y, а лиш потім відбувається відщеплення (така послідовність неможлива в реакціях при насиченому атомі С).